# Karine Petit
Karine Petit Dyot (ur. 29 lipca 1972) – francuska judoczka. Uczestniczka mistrzostw świata w 1995. Startowała w Pucharze Świata w latach 1990-1992 i 1995-2000. Zajęła piąte miejsce na mistrzostwach Europy w 1995, a także zdobyła cztery medale w drużynie. Wicemistrzyni igrzysk śródziemnomorskich w 1997. Wygrała igrzyska frankofońskie w 1994 roku. Pierwsza na MŚ juniorów w 1990 i trzecia na ME juniorów w 1990. Mistrzyni Francji w 1993 roku.